# Lenovo
Lenovo (联想) este o companie chineză de IT și ocupă locul al doilea mondial (după HP) în producția de PC-uri (2013). Compania a fost înființată în anul 1984 la Beijing cu o investiție inițială de 25.000 USD.
Lenovo, a achiziționat divizia de PC-uri a companiei IBM în 2005 contra sumei de 1,25 miliarde USD, iar în anul 2007 a încercat fără succes să preia firma europeană Packard Bell.
Compania a finalizat în trimestrul al patrulea al anului 2007 vânzarea diviziei de telefoane mobile ce mergea în pierdere, pentru suma de 65 milioane USD.